# 本達斯
14°06′44″S 21°26′07″E / 14.11222°S 21.43528°E
本達斯（葡萄牙語：Bundas），是安哥拉的城鎮，位於該國東部，由莫希科省負責管轄，南鄰里溫戈和馬溫加，面積37,817平方公里，2014年人口65,754，人口密度每平方公里2人。